# Mikrokontroller

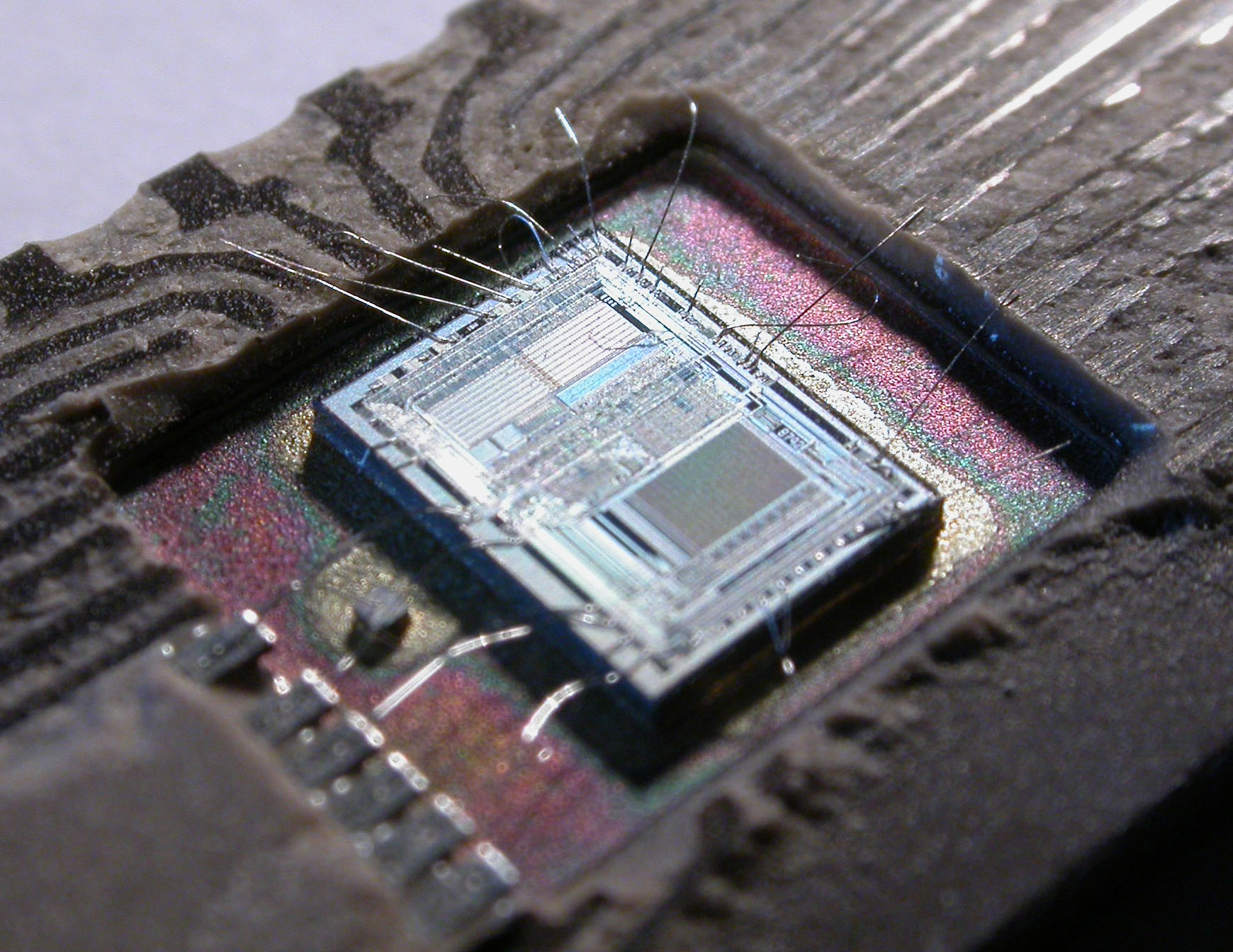
En Intel 8742

En mikrokontroller (enchippdator, enkretsdator, styrenhet, styrkrets, med mera) är en liten dator med CPU, arbetsminne och programminne integrerat komplett med stödfunktioner (klockgenerator, vakthund, etc) och olika typer av I/O-enheter (till exempel konvertering av analoga signaler) på en och samma kiselbricka (IC).
Dessa kretsar är optimerade för att styra och arbeta tillsammans med andra elektroniska komponenter och det vanligaste användningsområdet är inbyggda system. De utgör den överlägset vanligaste typen av mikroprocessor räknat i antal sålda kretsar; enligt en undersökning genomförd år 2000 var över 90 procent av alla sålda mikroprocessorer av denna typ.
Enchipsdatorer finns i många prestandaklasser och med varierande ordlängd (4, 8, 16, 24, 32 bitar etc) men indelningen är långt ifrån strikt. De enklaste 4-bitarskretsarna används för enklare regler- och styrsystem och 8-bitarssystem kan man hitta i många konsumentprodukter. De mer kraftfulla 16- och 32-bitarskretsarna har ofta prestanda som närmar sig moderna persondatorer och används bland annat i bredbandsroutrar, mobiltelefoner och bilar.
Det inbyggda minnet är i allmänhet uppdelat i två eller flera typer: Skrivbart arbetsminne och dataminne respektive semi-permanent programminne, och ibland fler varianter. Programvaran ligger lagrad i "ROM" och kan normalt inte förändras utan speciella verktyg. Vanligt är att arbetsminnet ("RAM:et") är väsentligt mindre än programminnet ("ROM:et").
Vid utveckling används kretsar med programminne av flash-typ (tidigare EPROM), eftersom detta kan skrivas om. Vid produktion byts de ofta ut mot så kallade OTP NVM minnen som endast kan programmeras en gång vid tillverkning (eller ett mask-ROM, för riktigt stora serier). Programmen skrivs på persondatorer i assemblyspråk eller högnivåspråk som C, C++ och Basic. Överföringen till mikrokontrollerns programminne kallas programmering.
En specialklass av mikroprocessorer är de digitala signalprocessorerna, DSP. Dessa är optimerade för signalbehandlingstillämpningar och förekommer bland annat i radiokretsarna i mobiltelefoner och avkodningsdelen av DVD-spelare.

## Produktnamn
Idag används en uppsjö av olika typer av mikrokontrollrar. Några av de vanligaste är:
- ARM, en familj av processorarkitekturer som tillverkas av flera företag.
- Atmel AVR
- 8051, ursprungligen utvecklad och tillverkad av Intel, numera av ett stort antal andra företag.
- Hitachi H8
- Microchip PIC
- Motorola MC6805
- Texas Instruments MSP430
- Zilog eZ80, Zilog Z8, Zilog eZ8 med mera